# Выборы президента Чехии (2023)
Президентские выборы в Чехии состоялись 13—14 января 2023 года (1 тур) и 27—28 января 2023 года (2 тур). Во втором туре президентом был избран Петр Павел.

## Дата выборов
В отличие от парламентских, региональных и муниципальных выборов, дату которых, согласно чешскому законодательству, объявляет президент, дату выборов главы государства объявляет председатель Сената не позднее, чем за 90 дней до их проведения. 27 июня 2022 года председатель Сената Милош Выстрчил объявил, что выборы пройдут 13 и 14 января 2023 года, а в случае если глава государства не будет избран в первом туре, то второй тур пройдёт через две недели, 27 и 28 января 2023 года.

## Предыстория
Президент, а в прошлом премьер-министр Чехии, Милош Земан был переизбран на второй срок на президентских выборах в январе 2018 года, победив во втором туре бывшего президента Академии Наук Чехии, самовыдвиженца (впоследствии поддержанного парламентской оппозицией и большинством проигравших в первом туре кандидатов) Йиржи Драгоша.
Рейтинг одобрения президента Земана во время второго его срока оставался на уровне пятидесяти процентов, однако в декабре 2021 года упал до уровня 36 %, а в апреле 2022 года до рекордных 20 %. Вместе с этим рос и рейтинг недоверия президенту.
Во время второго президентского срока здоровье и самочувствие президента Земана заметно ухудшилось. Из-за этого он неоднократно был госпитализирован в Центральный военный госпиталь в Праге. Одна из таких госпитализаций, произошедшая сразу на следующий день после объявления итогов парламентских выборов, чуть не привела к кризису. Премьер-министр Андрей Бабиш и кандидат нового большинства в парламенте Петр Фиала ожидали, кого президент назначит формировать новое правительство, однако из-за госпитализации такое назначение не представлялось возможным. Председатель Сената Милош Выстрчил и большинство сенаторов планировали активировать процедуру передачи полномочий председателю Сената и председателю Палаты депутатов в связи с недееспособностью главы государства, которая прописана в 66-й статье Конституции Чешской Республики. Однако несмотря на это президент Земан смог назначить заседание нового созыва Палаты депутатов, а также назначить нового премьер-министра и спустя месяц утвердить новое правительство. Позднее Земан обвинил Выстрчила в попытке путча.
Во время своего второго срока президент Земан поддерживал правительство и партию Андрея Бабиша, критиковал проходившие протесты против Бабиша, а также их организаторов. Во время исполнения полномочий президента Земан также имел конфликт с руководством ČSSD, которая была частью правительства Бабиша. Конфликт выражался в отказе назначения некоторых кандидатур на посты министра иностранных дел и министра культуры. Перед парламентскими выборами в 2021 году президент Земан заявил, что вне зависимости от результата доверит формирование нового правительства Андрею Бабишу. Однако этого не случилось и новым премьер-министром стал Петр Фиала. После этого Андрей Бабиш решился на участие в президентских выборах в 2023 году, однако заявил, что для этого нужно собрать достаточное количество подписей. Победившая на парламентских выборах коалиция «Вместе» (ODS, KDU-ČSL и TOP 09) также рассмотрела возможность поддержать на президентских выборах независимого кандидата или выдвинуть своего.

## Ход выборов

### События перед первым туром выборов
В конце декабря 2021 года Андрей Бабиш купил дом на колёсах, на которых были нанесены лозунги его новой кампании - «При Бабише было лучше» (чеш. Za Babiše bylo líp!). После этого, в течение всей весны и лета он вёл активную избирательную кампанию по разным регионам и населенным пунктам Чехии, общаясь с избирателями. Официально данная кампания проводилась к сентябрьским муниципальным и сенатским выборам. В рамках кампании Бабиш активно выступал с критикой правительства Петра Фиалы.
В октябре 2022 года коалиция «Вместе» подтвердила, что не будет выдвигать своего кандидата, а поддержит трёх независимых кандидатов — Петра Павла, Дануше Нерудову и Павла Фишера.

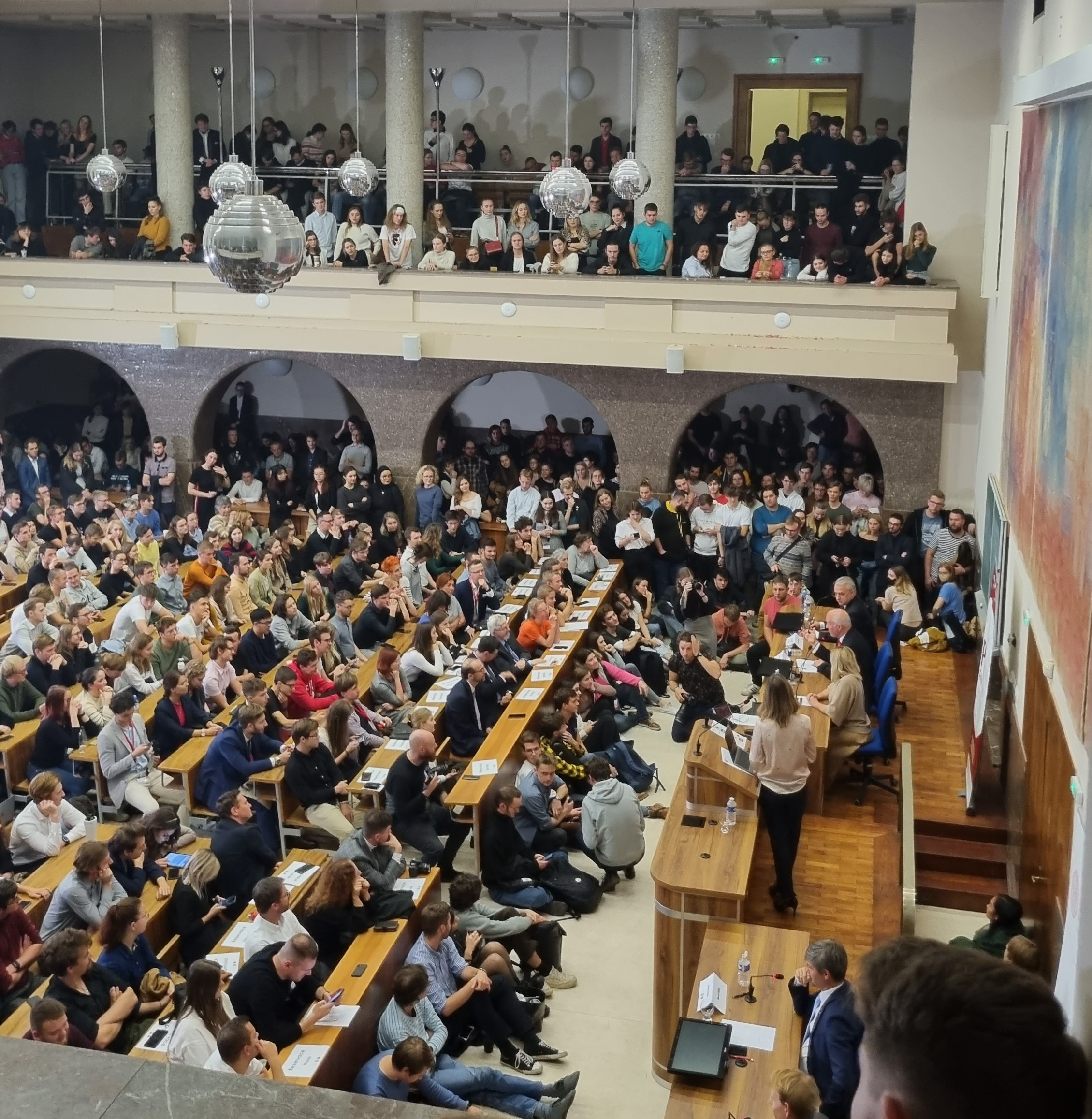
Дебаты в здании Юридического факультета Карлова Университета, ноябрь 2022

В конце октября Андрей Бабиш объявил, что будет принимать участие в выборах. После этого Бабиш не принимал участия в никаких дебатах с остальными кандидатами, а также в супердебатах, состоявшихся 8 января 2023 в эфире канала ČT1, а также дебатах канала CNN Prima News, 11 января 2023 года. Единственными дебатами, в которых он принял участие, были супердебаты телеканала TV Nova, которые состоялись 12 января 2023 года.
В конце телевизионных дебатов Чешского телевидения 8 января, перед первым туром выборов, кандидат Йозеф Стржедула обратился к телезрителям. В обращении он заявил, что не хочет, чтобы проиграла порядочность и корректность, а также заявил, что не хочет, чтобы выиграл Петр Павел или Андрей Бабиш, которые оба имели связи с коммунистическим режимом в Чехословакии. После этого он объявил о снятии своей кандидатуры и призвал своих избирателей голосовать за Дануше Нерудову.
Голосование на избирательном участке в посольстве Чехии в Киеве в субботу 14 января было приостановлено из-за ракетного удара по столице Украины.

### События перед вторым туром выборов
Во второй тур президентских выборов вышли Петр Павел и Андрей Бабиш.
После объявления итогов первого тура на билбордах по всей стране стали появляться плакаты Андрея Бабиша, в которых были следующие лозунги: «Я не буду втягивать Чехию в войну. Я дипломат, а не военный». В чешских медиа ресурсах и анонимных рассылках стала появляться дезинформация о том, что Петр Павел в случае победы объявит мобилизацию и отправит чешских солдат воевать с российскими солдатами на Украине.
Через несколько дней после первого тура выборов партия Бабиша ANO 2011 попыталась второй раз за полгода вынести вотум недоверия правительству Петра Фиалы. Сам же Бабиш на голосование не прибыл.
Перед вторым туром Петр Павел встретился с избирателями в Усти-над-Лабем, Остраве и Брне. Эти встречи собрали большое количество людей.
В воскресенье 22 января неожиданно Бабиш прибыл на супердебаты Чешского телевидения, хотя до этого всячески отказывался принимать в них участие, называя общественное телевидение частью заговора против него. В дебатах Бабиш вновь сравнил Павла с Путиным, вновь обвинил его в том, что он встречался с «серийным убийцей Герасимовым», также вновь назвал его кандидатом правительства. На вопрос ведущего дебат, отправит ли Бабиш в случае нападения на Польшу и стран Балтии чешских солдат выполнять союзнические обязательства, Бабиш ответил: «Нет, конечно нет. Я хочу мира, я не хочу войны. И ни при каких обстоятельствах я бы не отправил наших детей и детей наших женщин на войну».
Это заявление вызвало резонанс, и министр иностранных дел Ян Липавский заявил, что Бабиш нанёс ущерб Чешской республике, а также заверил союзников, что Чехия будет выполнять свои обязательства. Президент Милош Земан во время встречи с польским коллегой Анджеем Дудой также заверил, что Чехия пришла бы на помощь.
В последнюю неделю перед выборами Бабиш объявил о прекращении встреч с избирателями в связи с угрозами в адрес членов его семьи. Петр Павел осудил угрозы в адрес Бабиша, но заявил, что он сам в ответе за них, из-за того, что атмосфера накалена в основном из-за запугивания избирателей войной.
Петра Павла поддержали проигравшие кандидаты — Дануше Нерудова, Павел Фишер, Марек Гилшер и Карел Дивиш, а также партии — коалиция SPOLU (ODS, TOP 09 и KDU-ČSL), Старосты и независимые, Партия зелёных, SNK Европейские демократы, Сенатор 21, Старосты за Либерецкий край, Volt, партия Собственников, движение Idealisté и ассоциация Миллион мгновений.
Андрея Бабиша поддержал действующий президент Милош Земан и партии Коммунистическая партия Чехии и Моравии и Trikolora.

### Инциденты
Избирательная комиссия участка 8090 в Праге 8 - Богницах допустила ошибку в протоколе второго тура голосования, перепутав число голосов, отданных за каждого из кандидатов, и указав победителем выборов Андрея Бабиша. Комиссия не уложилась в установленный законом 24-часовой срок на подачу сведений об ошибке и результаты были приняты статистическим управлением. В адрес Наивысшого административного суда республики была подана жалоба, на основании которой голоса были учтены в пользу Петра Павла, тем самым уменьшив количество голосов в пользу Бабиша.

## Принципы регистрации кандидатов
Согласно чешским законам, президентом может быть избран гражданин Чехии, который достиг возраста 40 лет ко дню голосования (включая второй день голосования), а также не ограничен в возможности реализации избирательного права. Также согласно Конституции ЧР, существует ограничение срока правления: одно лицо не может являться президентом более двух сроков подряд. Именно поэтому действующий в 2022 президент Милош Земан не мог баллотироваться на новый срок, в отличие от своего предшественника Вацлава Клауса.
Номинировать кандидата вправе любой гражданин Чехии, имеющий право голоса. Для регистрации кандидата к формальному заявлению о номинации должны быть приложены дополнительные документы: согласие кандидата с номинацией, справка об открытии прозрачного счёта для избирательной кампании, а также подписные листы с 50 тысячами подписей граждан, либо подписные листы с подписями 10 сенаторов или с подписями 20 депутатов нижней палаты парламента.

## Кандидаты

### Зарегистрированные кандидаты
25 ноября 2022 года министерство внутренних дел объявило об итогах регистрации. Из 21 кандидата, которые подали документы, лишь 9 получили регистрацию на выборах. До 30 ноября это решение можно было обжаловать в суде, после чего центральная избирательная комиссия обнародует список зарегистрированных кандидатов и номера их бюллетеней. В высший административный суд обратилось два кандидата — Карел Дивиш и Карел Янечек, а также группа сенаторов, которые посчитали регистрацию Денисы Рогановой незаконной, ибо она собрала подписи депутатов парламента VIII созыва (2017—2021), то есть за год, до официального объявления даты выборов и начала избирательной кампании. 13 декабря, по решению суда, был зарегистрирован Карел Дивиш, а регистрация Денисы Рогановой была отменена.

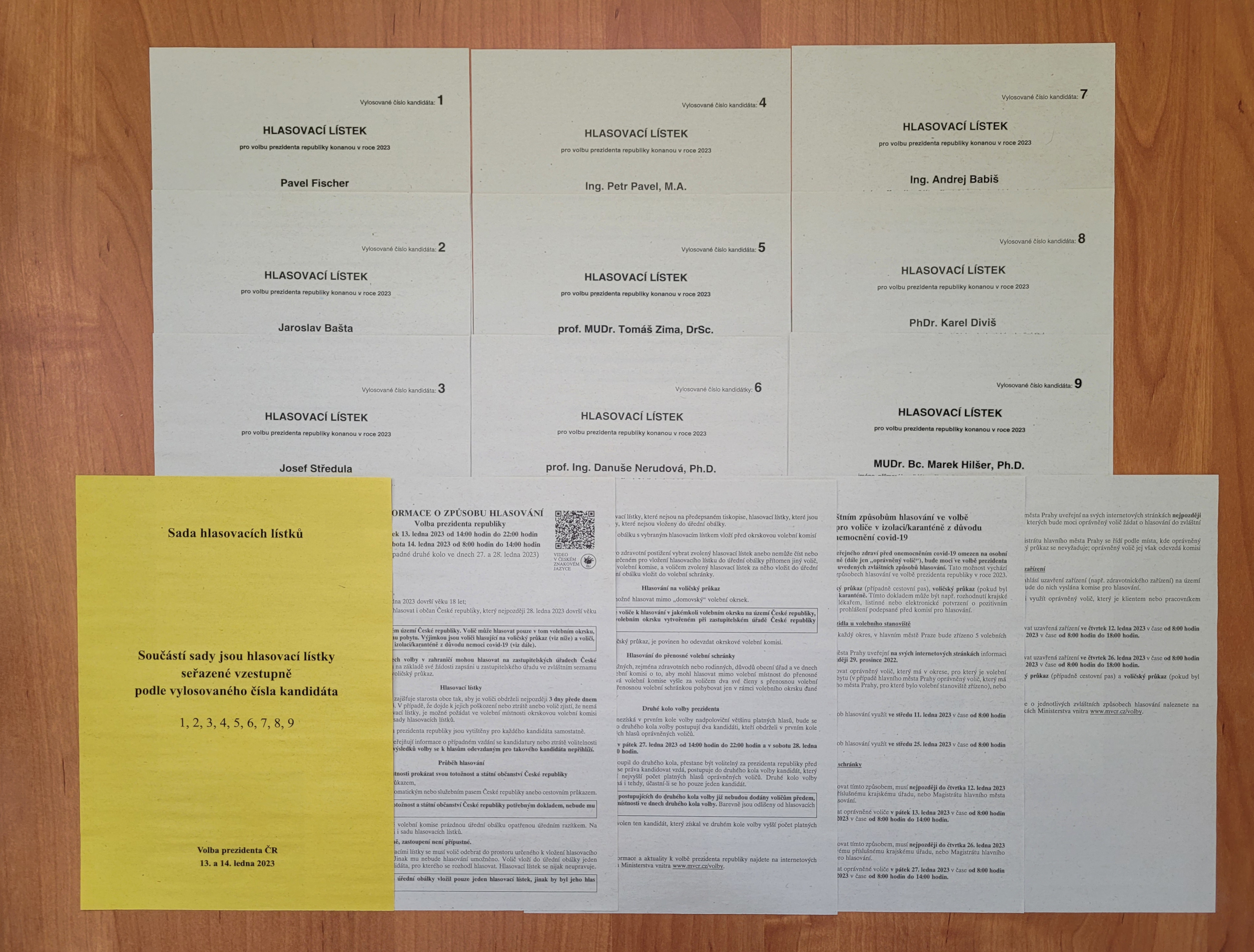
Комплект бюллетеней к первому туру выборов

В конце телевизионных дебат Чешского телевидения 8 января, перед первым туром выборов, кандидат Йозеф Стржедула обратился к телезрителям. В обращении он заявил, что он не хочет, чтобы проиграла порядочность и корректность, а также заявил, что он не хочет, чтобы выиграл Петр Павел и Андрей Бабиш, которые оба имели связи с коммунистическим режимом в Чехословакии. После этого он объявил о снятии своей кандидатуры и призвал своих избирателей голосовать за Дануше Нерудову.
| № | Кандидат                               | Кандидат | Кандидат | Биография | Номинация                              | Кампания   |
| - | -------------------------------------- | -------- | -------- | --- | -------------------------------------- | ---------- |
| 1 | Павел Фишер (чеш. Pavel Fischer)       |          |          | Сенатор от 17-го избирательного округа (с 2018) Посол Чехии во Франции и Монако (2003—2010) Дипломат, кандидат в президенты на выборах в 2018 году                             | Группа сенаторов (30) Самовыдвижение   | (веб-сайт) |
| 2 | Ярослав Башта (чеш. Jaroslav Bašta)    |          |          | Министр без портфеля (1998—2000) Депутат Палаты депутатов Парламента Чешской Республики (1998—2000; с 2021) Посол Чехии в России (2000—2005) Посол Чехии в Украине (2007—2010) | Группа депутатов (20) SPD              | (веб-сайт) |
| 3 | Йозеф Стржедула (чеш. Josef Středula)  |          |          | Профсоюзный деятель Председатель Чешско-моравской конфедерации профсоюзов (с 2014)                                                                                             | Группа сенаторов (11) Самовыдвижение   | (веб-сайт) |
| 4 | Петр Павел (чеш. Petr Pavel)           |          |          | Председатель Военного комитета НАТО (2015—2018) Начальник Генерального штаба Армии Чешской Республики (2012—2015) Генерал армии в отставке                                     | Группа граждан (81 083) Самовыдвижение | (веб-сайт) |
| 5 | Томаш Зима (чеш. Tomáš Zima)           |          |          | Бывший ректор Карлова университета и декан медицинского факультета, врач-биохимик                                                                                              | Группа сенаторов (13) Самовыдвижение   | (веб-сайт) |
| 6 | Дануше Нерудова (чеш. Danuše Nerudová) |          |          | Бывший ректор Университета Менделя, экономист и педагог | Группа граждан (82 413) Самовыдвижение | (веб-сайт) |
| 7 | Андрей Бабиш (чеш. Andrej Babiš)       |          |          | Председатель правительства Чехии (2017—2021) Министр финансов Чехии (2013—2017) Депутат Палаты депутатов Парламента Чешской Республики (с 2013) Председатель ANO 2011 (с 2012) | Группа депутатов (56) ANO 2011         | (веб-сайт) |
| 8 | Карел Дивиш (чеш. Karel Diviš)         |          |          | Предприниматель, экономист и математик | Группа граждан (50 007) Самовыдвижение | (веб-сайт) |
| 9 | Марек Гилшер (чеш. Marek Hilšer)       |          |          | Сенатор от 26-го избирательного округа (с 2018) Врач, педагог, кандидат в президенты на выборах в 2018 году                                                                    | Группа сенаторов (13) MHS              | (веб-сайт) |

### Кандидаты, подавшие документы для регистрации
| Кандидат        | Биография | Номинация        | Партия       | Статус |        |
| --------------- | --- | ---------------- | ------------ | --- | ------ |
| Андрей Бабиш    | Политик, предприниматель, депутат Палаты депутатов Парламента Чешской Республики, бывший премьер-министр Чешской Республики.                                                 | группа депутатов | ANO 2011     | Зарегистрирован | [ 58 ] |
| Ярослав Башта   | Дипломат, политик, депутат Палаты депутатов Парламента Чешской Республики, бывший посол Чехии в России и Украине, бывший министр без портфеля в правительстве Милоша Земана. | группа депутатов | SPD          | Зарегистрирован | [ 59 ] |
| Томаш Бржезина  | Предприниматель, бывший депутат Палаты депутатов Парламента Чешской Республики.                                                                                              | группа граждан   | Беспартийный | Отказано в регистрации из-за недостатка подписей                                                                    | [ 60 ] |
| Марек Гилшер    | Доктор, педагог, учёный, гражданский активист, сенатор, и проигравший кандидат на президентских выборах в 2018 году.                                                         | группа сенаторов | MHS          | Зарегистрирован | [ 61 ] |
| Карел Дивиш     | Предприниматель, экономист и математик. Основатель IT-компании «IDC-softwarehouse».                                                                                          | группа граждан   | Беспартийный | Было отказано в регистрации из-за недостатка подписей По решению высшего административного суда был зарегистрирован | [ 62 ] |
| Томаш Зима      | Врач-биохимик, бывший ректор Карлова университета и декан медицинского факультета.                                                                                           | группа сенаторов | Беспартийный | Зарегистрирован | [ 63 ] |
| Павел Зитко     | Педагог | группа граждан   | Беспартийный | Отказано в регистрации из-за недостатка подписей                                                                    | [ 64 ] |
| Иржи Котаб      | Частный омбудсмен | группа граждан   | Беспартийный | Отказано в регистрации из-за недостатка подписей                                                                    | [ 65 ] |
| Дануше Нерудова | Экономист, педагог и бывший ректор Университета имени Менделя. | группа граждан   | Беспартийная | Зарегистрированa | [ 66 ] |
| Петр Павел      | Военный, бывший Председатель Военного комитета НАТО и начальник Генерального штаба Армии Чешской Республики.                                                                 | группа граждан   | Беспартийный | Зарегистрирован | [ 67 ] |
| Дениса Роганова | Председатель Чешской ассоциации должников. | группа депутатов | Беспартийная | Была зарегистрированa По решению высшего административного суда регистрация была отменена                           | [ 68 ] |
| Йозеф Роушал    | Предприниматель | группа сенаторов | Беспартийный | Отказано в регистрации из-за недостатка подписей                                                                    | [ 69 ] |
| Йозеф Стржедула | Профсоюзный деятель, председатель Чешско-моравской конфедерации профсоюзов.                                                                                                  | группа сенаторов | Беспартийный | Зарегистрирован | [ 70 ] |
| Павел Фишер     | Политик, дипломат, сенатор, бывший посол Чехии во Франции и проигравший кандидат на президентских выборах в 2018 году.                                                       | группа сенаторов | Беспартийный | Зарегистрирован | [ 71 ] |
| Карел Янечек    | Математик, филантроп и предприниматель, автор избирательной системы D21. | группа граждан   | Беспартийный | Отказано в регистрации из-за недостатка подписей                                                                    | [ 72 ] |

### Объявлявшие о намерении выдвинуть кандидатуру
До официального начала избирательной кампании, в СМИ появлялась информация о возможных кандидатах, а также о тех, кто планировал принять участие в выборах, но в итоге отказался от этого. В частности, планировали принять участие:
- В июне 2021: Вацлав Клаус, политик, экономист, бывший премьер-министр и президент Чехии, не исключал возможность принять участие в выборах[73].
- В июне 2021: Мирослава Немцова, политик, сенатор, бывшая председательница Палаты депутатов Парламента Чешской Республики, рассматривала возможность принять участие в выборах[74].
- В октябре 2021: Иржи Пароубек, политик и бывший премьер-министр, рассматривал возможность участия в выборах[75].
- В октябре 2021: Яна Бобошикова, ведущая, бывший депутат Европейского парламента и неуспешный кандидат на президентских выборах в 2008 и 2013 году, рассматривала возможность принять участие в выборах[76].
- В октябре 2021: Владимир Длоугы, экономист, политик и президент Торговой палаты Чехии, рассматривал возможность участия в выборах[77].
- В декабре 2021: Мирослав Калоусек, политик, бывший министр финансов Чехии и депутат Палаты депутатов Парламента Чешской Республики, рассматривал возможность участия в выборах[78].

## Опросы общественного мнения

### Опросы перед первым туром
| Дата                        | Опрос               | Андрей Бабиш | Петр Павел | Дануше Нерудова | Павел Фишер | Марек Гилшер | Йосеф Стржедула | Ярослав Башта | Дениса Роганова | Томаш Зима | Карел Дивиш | Остальные |                 |        |      |      |      |     |     |     |     |   |     |     |   |
| --------------------------- | ------------------- | ------------ | ---------- | --------------- | ----------- | ------------ | --------------- | ------------- | --------------- | ---------- | ----------- | --------- | --------------- | ------ | ---- | ---- | ---- | --- | --- | --- | --- | - | --- | --- | - |
| Дата                        | Опрос               | Андрей Бабиш | Петр Павел | Дануше Нерудова | Павел Фишер | Марек Гилшер | Йосеф Стржедула | Ярослав Башта | Дениса Роганова | Томаш Зима | Карел Дивиш | Остальные | 5—9 января 2023 | Median | 26,5 | 29,5 | 21,0 | 6,0 | 4,0 | 2,5 | 7,0 | — | 0,5 | 2,5 | — |
| 5—8 января 2023             | Ipsos               | 28,6         | 27,8       | 24,6            | 5,0         | 3,3          | 2,2             | 5,8           | —               | 0,6        | 2,0         | —         |                 |        |      |      |      |     |     |     |     |   |     |     |   |
| 2—5 января 2023             | Kantar/Data Collect | 26,5         | 27,5       | 22,0            | 8,0         | 3,5          | 3,0             | 7,0           | —               | —          | —           | 2,5       |                 |        |      |      |      |     |     |     |     |   |     |     |   |
| 2—4 января 2023             | STEM                | 27,9         | 26,7       | 24,4            | 6,4         | 3,4          | 3,0             | 5,4           | —               | 1,4        | 1,6         | —         |                 |        |      |      |      |     |     |     |     |   |     |     |   |
| Декабрь 2022                | Median для IDNES    | 28,51        | 28,71      | 25,12           | 4,34        | 4,37         | 2,44            | 3,5           | —               | 0,69       | 2,31        | —         |                 |        |      |      |      |     |     |     |     |   |     |     |   |
| 8 декабря — 19 декабря 2022 | Median              | 24,5         | 28,0       | 27,5            | 5,5         | 5,0          | 4,0             | 3,5           | —               | 1,0        | 1,0         | —         |                 |        |      |      |      |     |     |     |     |   |     |     |   |
| декабрь 2022                | Kantar/Data Collect | 26,5         | 26,5       | 27,0            | 6,0         | 4,0          | 3,0             | 3,5           | —               | —          | —           | 3,5       |                 |        |      |      |      |     |     |     |     |   |     |     |   |
| 29 ноября — 9 декабря 2022  | STEM                | 30,1         | 23,0       | 26,5            | 6,2         | 5,1          | 3,9             | 2,9           | —               | 1,5        | 0,9         | —         |                 |        |      |      |      |     |     |     |     |   |     |     |   |
| 9 ноября — 7 декабря 2022   | Median              | 26,5         | 23,5       | 28,0            | 5,5         | 3,5          | 3,5             | 2,5           | 0,5             | —          | —           | 6,5       |                 |        |      |      |      |     |     |     |     |   |     |     |   |
| 25—28 ноября 2022           | Ipsos               | 29,7         | 25,3       | 25,0            | 6,4         | 4,2          | 3,1             | 3,6           | 1,5             | 1,2        | —           | —         |                 |        |      |      |      |     |     |     |     |   |     |     |   |
| 14—23 ноября 2022           | Kantar/Data Collect | 27,0         | 26,5       | 23,5            | 5,5         | 4,0          | 4,0             | —             | —               | —          | —           | 9,5       |                 |        |      |      |      |     |     |     |     |   |     |     |   |

### Опросы перед вторым туром
| Дата              | Опрос               | Андрей Бабиш | Петр Павел | Неопределившиеся |                   |        |      |      |   |
| ----------------- | ------------------- | ------------ | ---------- | ---------------- | ----------------- | ------ | ---- | ---- | - |
| Дата              | Опрос               | Андрей Бабиш | Петр Павел | Неопределившиеся | 20—22 января 2023 | Median | 42,1 | 57,9 | — |
| 20—22 января 2023 | Ipsos               | 41,2         | 58,8       | —                |                   |        |      |      |   |
| Январь 2023       | STEM                | 42,4         | 57,6       | —                |                   |        |      |      |   |
| 16—19 января 2023 | Kantar/Data Collect | 38           | 53         | 9                |                   |        |      |      |   |

## Результаты

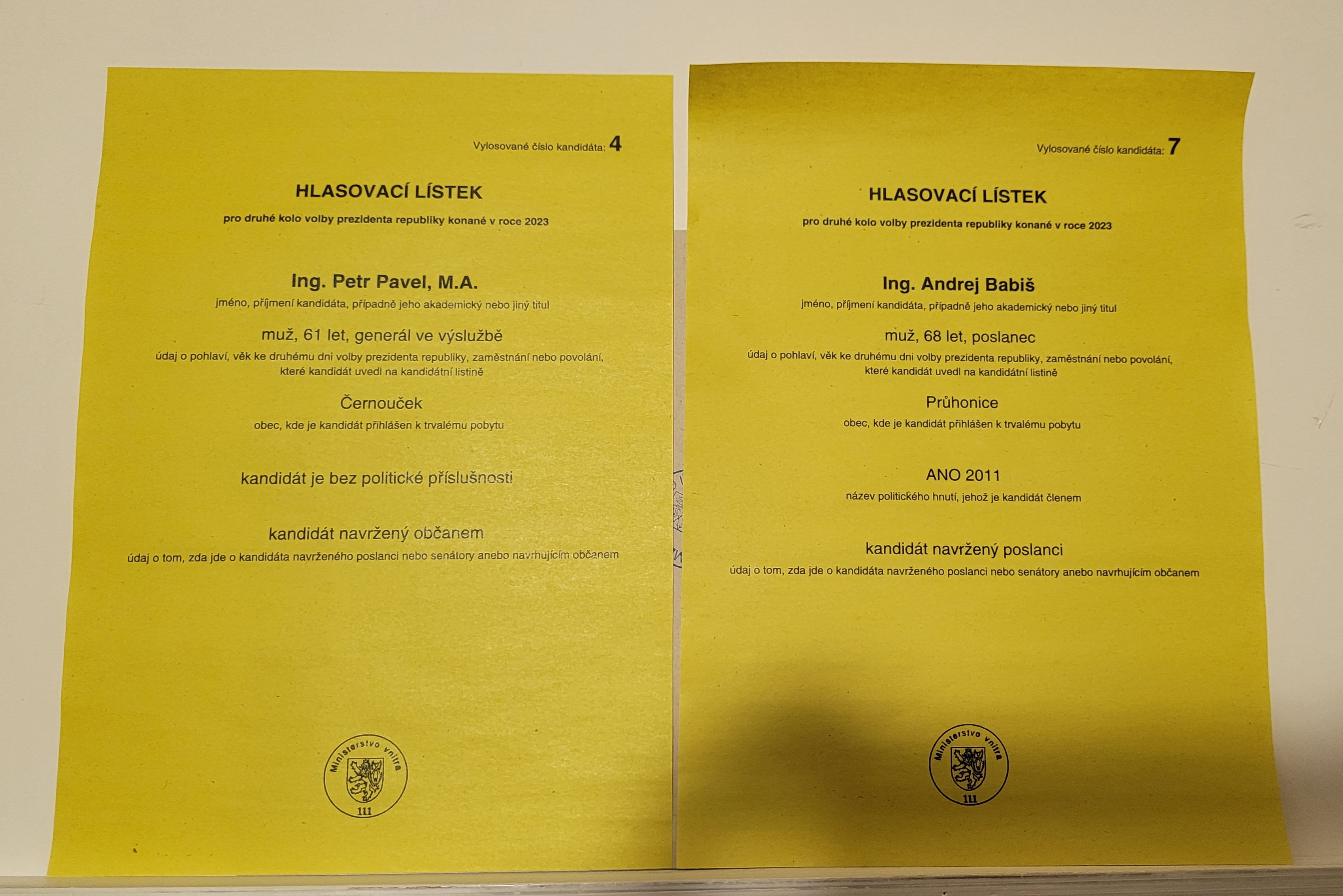
Бюллетени ко второму туру выборов

|                                     | Петр Павел                          | Независимый                         | 1 975 056 | 35,40 | 3 359 301 | 58,32 |
|                                     | Андрей Бабиш                        | ANO 2011                            | 1 952 213 | 34,99 | 2 399 898 | 41,67 |
|                                     | Дануше Нерудова                     | Независимая                         | 777 080   | 13,92 |           |       |
|                                     | Павел Фишер                         | Независимый                         | 376 705   | 6,75  |           |       |
|                                     | Ярослав Башта                       | SPD                                 | 248 375   | 4,45  |           |       |
|                                     | Марек Гилшер                        | MHS                                 | 142 912   | 2,56  |           |       |
|                                     | Карел Дивиш                         | Независимый                         | 75 475    | 1,35  |           |       |
|                                     | Томаш Зима                          | Независимый                         | 30 769    | 0,55  |           |       |
| Выдано избирательных конвертов      | Выдано избирательных конвертов      | Выдано избирательных конвертов      | 5 626 824 | –     | 5 789 991 | –     |
| Сдано избирательных конвертов       | Сдано избирательных конвертов       | Сдано избирательных конвертов       | 5 622 812 | –     | 5 787 540 | –     |
| Пустые и недействительные конверты  | Пустые и недействительные конверты  | Пустые и недействительные конверты  | 44 227    | –     | 28 341    | –     |
| Действительные голоса               | Действительные голоса               | Действительные голоса               | 5 578 585 | 99,21 | 5 759 199 | 99,51 |
| Зарегистрировано избирателей и явка | Зарегистрировано избирателей и явка | Зарегистрировано избирателей и явка | 8 245 962 | 68,24 | 8 242 566 | 70,25 |
| Источник: Volby.cz Решение суда     |                                     |                                     |           |       |           |       |